# Mutismo selectivo
El mutismo selectivo es un trastorno de ansiedad que consiste en que las personas afectadas, en determinados contextos o circunstancias, pueden llegar a inhibirse de manera tal que parecen mudas, a pesar de poder hablar normalmente en situaciones en las que se sienten cómodas y relajadas.
Los datos disponibles refieren una incidencia de entre un 0,1 y un 1,9 por ciento entre los menores de 15 años, aunque se supone que las cifras reales son más altas por la dificultad de detectar el problema.

## Descripción
En el Manual diagnóstico y estadístico de los trastornos mentales, el mutismo selectivo es descrito dentro del capítulo de Trastornos de Ansiedad Infantil, como un trastorno en el cual la persona parece muda ante situaciones sociales o cuando se espera que hable, pero es perfectamente capaz de hablar y de comprender el lenguaje. Las personas con este padecimiento funcionan normalmente en otras áreas de comportamiento y aprendizaje, aunque se privan severamente de participar en actividades de grupo. Es como una forma extrema de timidez, pero la intensidad y duración la distingue. Como ejemplo, un niño puede pasar completamente callado en la escuela, por años, pero habla libremente o excesivamente en casa.
Este trastorno no se considera como un problema de la comunicación, en que la mayoría de las personas se comunica a través de expresiones faciales, gestos, etc. En algunos casos, el mutismo selectivo es un síntoma de un trastorno de desarrollo o un trastorno psicótico.
Hay que realizar diagnóstico diferencial con autismo o síndrome de Asperger. La diferencia fundamental es que en estos dos trastornos el individuo puede no hablar independientemente del contexto, ya que está gravemente alterada la comunicación y la interacción social. No obstante, en este último caso puede darse como una comorbilidad, especialmente si la persona tiene alguna afectación que pueda producirle un bloqueo mental.
El mutismo selectivo es caracterizado por:
- Fracaso consistente para hablar en situaciones sociales específicas (por ejemplo, en la escuela, donde existe expectación al hablar) a pesar de expresarse bien en otras situaciones.
- Interfiere con los logros educacionales o laborales, o con la comunicación social.
- El fracaso para hablar no se debe a la falta de conocimiento del idioma hablado requerido en la situación social.

Se considera que el mutismo selectivo, si no es bien tratado, será el antecesor de una futura fobia social y/o trastorno de personalidad por evitación.

## Causas
La etiología del mutismo selectivo se ha clarificado y consolidado tras su comprensión como un trastorno de ansiedad.
No se ha identificado una única causa del mutismo selectivo, las investigaciones más recientes evidencian un origen multifactorial (Cohan et al., 2006; Muris y Ollendick, 2015;  Hua y Major, 2016 y Asociación Americana Mutismo Selectivo, 2018).
Factores Genéticos:
Los estudios clínicos y académicos realizados indican que el mutismo selectivo suele ser hereditario (Black y Uhde, 1995).  Existe clara evidencia de que existe un vínculo genético entre los niños/as con mutismo selectivo y los padres o familiares ansiosos. La fobia social, el trastorno de personalidad evitativo y los padres que han sufrido o sufren mutismo selectivo son más frecuentes en las familias con un niño/a con mutismo selectivo que en otras familias (Black & Uhde, 1995; Chavira et al., 2007; Kristensen y Torgersen, 2001 y 2002, Remschmidt et al, 2001). 
Los estudios existentes de gemelos/as monocigóticos indican que ambos/as tienen el diagnóstico de mutismo selectivo (Segal, 2003).
Hay estudios que han identificado y evidencian una variación genética específica que está asociada al mutismo selectivo, esta variación genética también está vinculada al trastorno de ansiedad social (Stein et al., 2011).
Factores temperamentales:
Se ha demostrado que hay personas que nacen con temperamentos inhibidos, esto significa que incluso de recién nacidos estas personas son más propensas a ser miedosas y recelosas ante nuevas situaciones (Kagan, 1994)[11]). 
El temperamento inhibido como factor de riesgo para la ansiedad social es un factor estudiado y claramente establecido (Biederman et al., 2001 y Hirshfeld-Becker, 2007). 
Se ha observado una asociación entre el mutismo selectivo y la inhibición conductual (Gensthaler et al., 2016; Muris et al., 2015). Los niños con mutismo selectivo generalmente han nacido con temperamentos severamente inhibidos, lo que explica que la mayoría de las características de comportamiento distintivas de estos niños se producen desde muy pequeños.
Los niños con temperamentos inhibidos tienen un menor umbral de excitabilidad en el área del cerebro, llamada amígdala. La función normal de la amígdala es recibir y procesar las señales potenciales de peligro (del sistema nervioso simpático) y poner en marcha una serie de reacciones que ayudan a los individuos a protegerse del mismo. En el caso de los niños con mutismo selectivo, los escenarios temibles son los entornos sociales como fiestas de cumpleaños, escuela, reuniones familiares, situaciones nuevas, etc. Aunque no exista ninguna razón lógica para el miedo, las sensaciones que el niño experimenta son tan reales como si hubiera una amenaza o peligro real (Asociación Americana Mutismo Selectivo, 2018).
Factores ambientales
La teoría del Psicoanálisis sostiene que una posible causa del mutismo selectivo es un trauma psicológico o físico grave. En la actualidad estas conceptualizaciones tienen aceptación. Los estudios han demostrado que la causa del mutismo selectivo en no pocos casos está relacionada con el abuso, la negligencia, el trauma, la mala educación, familias disfuncionales en combinación o no con los factores ya expuestos vinculados con el temperamento.
Los niños bilingües/multilingües están sobrerepresentados en el mutismo selectivo (Elizur y Perednik, 2003;Topelberg, et al., 2005).
Las transiciones, como por ejemplo, comenzar la escuela o conocer personas nuevas, son especialmente difíciles para estos  niños y pueden desencadenar mutismo selectivo. En contraste con los niños tímidos, que adquieren confianza después de un tiempo, los niños con mutismo selectivo continúan sin hablar y son retraídos (Oerbeck et al., 2018;  Steinhausen y Juzi, 1996).
Factores del Neurodesarrollo:
Los niños con mutismo selectivo tienen mayores tasas de trastornos del neurodesarrollo. Los más prevalentes son las alteraciones sutiles del habla y / o del lenguaje, como anormalidades del lenguaje receptivo y / o expresivo y retrasos en el lenguaje. Otros pueden tener discapacidades de aprendizaje sutiles, incluido el trastorno del procesamiento auditivo (Kristensen, 2000; Klein et al., 2012).

## Aspectos positivos y negativos

### Negativo
- Encuentran difícil tener contacto visual.
- Con frecuencia no sonríen y tienen expresiones vacías.
- No pueden manejar situaciones donde se espera que hablen normalmente, como saludar, despedirse o agradecer.
- Tienden a preocuparse más de las cosas que el resto de las personas.
- Pueden ser muy sensibles a la luz, ruido y a la aglomeración de personas.
- Encuentran difícil hablar sobre sí mismos o expresar sus sentimientos.
- Se mueven de manera rígida y torpe.
- Tienen sensaciones de cerrarse, huir o suicidas.

### Positivos
- Contrariamente a lo que se cree, muchos investigadores apuestan por una inteligencia normal-alta o superior al promedio en gente con mutismo selectivo. No está demostrado de forma fiable que derive de una forma de autismo, como sucede con el S. de Asperger (aunque se parecen, tienen diferencias).
- Perciben más fácilmente que otras personas los pensamientos y emociones de los demás (empatía).
- Tienen gran poder de concentración y de percepción.
- Algunos llegan a ser muy intuitivos (relacionado con la empatía), son muy curiosos.
- Con frecuencia tienen un buen sentido de lo que es correcto, incorrecto y justo.
- Pasan mucho tiempo en su mente, pudiendo así desarrollar una gran capacidad de análisis

Sugerencias para su atención
- Utilice comunicación alternativa como escritura o dibujos. Son muy creativos.
- Observe y tenga presente sus intereses.
- No se desespere porque no hable, suelen percibirlo con facilidad, más que otras personas.
- Evite calificaciones respecto a su retraimiento, del mismo modo si se las hacen a él ("este niño no habla", "¿te mordió la lengua el gato?"). Sólo agravará la situación.

## Rehabilitación logopédica
Se realiza una terapia primeramente para tratar la conducta. Una vez que se ha trabajado esta de forma progresiva y reforzando los aspectos positivos, se aplicará la rehabilitación por parte de un logopeda. Este tipo de tratamientos, suele tener un abandono muy alto, por lo que habrá que emplear determinadas estrategias para aumentar la confianza entre el paciente y el profesional.
Normalmente, las personas con mutismo selectivo suelen tener asociadas alteraciones del habla y del lenguaje. Ya que es un trastorno multidisciplinar, el logopeda se encargará de detectar y discriminar las características del mutismo selectivo. En resumen, el logopeda será la persona encargada de que el lenguaje que se ha perdido mejore de forma sustancial. Para ello, se aplicarán las técnicas logopédicas para restablecer el lenguaje en el paciente.

## Evaluación diagnóstica
La evaluación diagnóstica del Mutismo Selectivo  debe estar basada en información de los dos padres y de los educadores, para tener información valiosa sobre el fracaso de hablar del niño en distintas situaciones sociales. Es decir, es fundamental tener una perspectiva de múltiples informantes. En muchas ocasiones, los padres desconocen que su hijo no habla en la escuela, por eso, la evaluación debe realizarse incluyendo entrevistas y cuestionarios realizados tanto por padres como por educadores. 

#### Algunos aspectos prácticos en la evaluación y el tratamiento.
- La mayoría de los niños con MS colaboran en la evaluación si quieren hacerlo y están preparados.
- Los padres pueden colaborar si el niño lo desea.
- Se debe explicar al niño que no es necesario que hable y mostrar las alternativas de respuesta que tiene (como escribir, apuntar...)
- Para evitar el contacto visual, el niño debe sentarse al lado del examinador.
- Se puede animar a los padres a grabar al niño hablando en su vida cotidiana para evaluar los posibles problemas de lenguaje y articulación.
- Hablar sobre temas o actividades que resulten agradables al niño, mejor que sobre sentimientos o emociones.
- El examinador debe estar relajado y dar tiempo suficiente al niño para responder, los momentos de silencio son normales, solo después de un tiempo prudente se debe continuar calmadamente la conversación.

#### Las entrevistas diagnósticas
El MS es clasificado como trastorno de ansiedad, y por eso, la ADIS (anxiety discordes interview schedule for DSM-IV: child version) es la más usada para el diagnóstico de este trastorno. Esta evalúa la ansiedad, el estado de ánimo, los tics... entre otros. 
Es de gran ayuda el "Termómetro de las emociones" que permite cuantificar al niño la gravedad de los síntomas ansiosos que padece, y la interferencia que producen en su vida. 
Los profesionales siempre deben ser creativos a la hora de entrevistar a los niños, usando modelos visuales y llamativos que involucren al pequeño en el proceso.